# Melalgus parvulus
Melalgus parvulus är en skalbaggsart som först beskrevs av Pierre Lesne 1925.  Melalgus parvulus ingår i släktet Melalgus och familjen kapuschongbaggar. Inga underarter finns listade i Catalogue of Life.